# Arroyo Canelón Grande
Der Arroyo Canelón Grande ist ein Fluss in Uruguay.
Er entspringt im Departamento Canelones in der Cuchilla Grande auf dem Gebiet der Ortschaft San Bautista. Von dort verläuft er in Ost-West-Richtung bis zur Grenze des Departamentos San José. Hier mündet er dann nördlich von Aguas Corrientes am Südrand der Stadt Santa Lucía linksseitig in den Río Santa Lucía.